# Jéhan Buhan
Jéhan Buhan (Burdeos, 5 de abril de 1912-Burdeos, 14 de septiembre de 1999) fue un deportista francés que compitió en esgrima, especialista en las modalidades de florete y espada.
Participó en dos Juegos Olímpicos de Verano en los años 1948 y 1952, obteniendo en total tres medallas de oro, dos en Londres 1948 y una en Helsinki 1952. Ganó nueve medallas en el Campeonato Mundial de Esgrima entre los años 1938 y 1951.

## Palmarés internacional
| Juegos Olímpicos   | Juegos Olímpicos          | Juegos Olímpicos  | Juegos Olímpicos    |
| Año                | Lugar                     | Medalla           | Prueba              |
| ------------------ | ------------------------- | ----------------- | ------------------- |
| 1948               | Londres (Reino Unido)     | Medalla de oro    | Florete individual  |
| 1948               | Londres (Reino Unido)     | Medalla de oro    | Florete por equipos |
| 1952               | Helsinki (Finlandia)      | Medalla de oro    | Florete por equipos |
| Campeonato Mundial |                           |                   |                     |
| Año                | Lugar                     | Medalla           | Prueba              |
| 1938               | Pieštany (Checoslovaquia) | Medalla de plata  | Florete por equipos |
| 1947               | Lisboa (Portugal)         | Medalla de oro    | Florete por equipos |
| 1947               | Lisboa (Portugal)         | Medalla de oro    | Espada por equipos  |
| 1949               | El Cairo (Egipto)         | Medalla de plata  | Florete por equipos |
| 1950               | Montecarlo (Mónaco)       | Medalla de plata  | Florete individual  |
| 1950               | Montecarlo (Mónaco)       | Medalla de plata  | Florete por equipos |
| 1950               | Montecarlo (Mónaco)       | Medalla de plata  | Espada por equipos  |
| 1951               | Estocolmo (Suecia)        | Medalla de oro    | Florete por equipos |
| 1951               | Estocolmo (Suecia)        | Medalla de bronce | Florete individual  |